# بريم نظير
بريم نظير هو ممثل هندي (وحمل سابقاً جنسية الراج البريطاني)، ولد في 16 ديسمبر 1929 في الهند، وتوفي في 16 يناير 1989 بتشيناي في الهند. من الجوائز التي نالها بادما بوشان ‏.

## جوائز
- بادما بوشان [الإنجليزية]‏

## وصلات خارجية
- بريم نظير على موقع IMDb (الإنجليزية)
- بريم نظير على موقع قاعدة بيانات الفيلم (الإنجليزية)
- بريم نظير على موقع كينوبويسك (الروسية)